# Райна Манджукова
Райна Манджукова (болг. Райна Манджукова; нар. 20 жовтня 1970, Кайраклія- українська журналістка болгаро-бесарабського походження. Очільник Державної агенції Республіки Болгарія по роботі з болгарами закордоном (2009-2010). 

## Біографія
Народилася у сім'ї з чотирьох дітей у болгарському селі Кайракія (нині Лощинівка) в українській частині Бессарабії. Її матір звали Марією, а батька — Дмитро. З 1988 поступила вчитися в Державний педагогічний інститут у місті Ізмаїл. Вперше приїхала до Болгарії зі своїм танцювальним ансамблем, де вона танцювала народні танці. У 1989 продовжила навчання в Софійському університеті. Після закінчення університету працювала в агенції по роботі з болгарами за кордоном (до 2007). Манджукова є співзасновником Асоціації болгарських шкіл за кордоном. Друкувала свої вірші в періодичному виданні «Кръстопътища български» (Софія, 2009). У співавторстві з істориком Пламеном Павловим опублікувала «История на България — енциклопедия за малки и пораснали деца» (Софія, 2011).
З 12 серпня 2009 по 26 травня 2010 є головою Державного агентства з питань болгар за кордоном. Як голова Державного агентства з питань біженців виступає за більш повну координацію державної політики щодо спільнот болгар за кордоном, розвиток болгарських шкіл та медіа за кордоном. Вона заснувала нагороду «Българка на годината» на честь святої Злати Мегленської.